# KHL (2023/2024)
Sezon KHL 2023/2024 – szesnasta edycja ligi KHL rozgrywana na przełomie 2023 i 2024.

## Kluby uczestniczące
W kwietniu 2023 ogłoszono przywrócenie do rozgrywek klubu Łada Togliatti, który usunięto z KHL po sezonie 2017/2018.
| Konferencja Zachód     | Konferencja Zachód      | Konferencja Wschód         | Konferencja Wschód  |
| Dywizja Bobrowa        | Dywizja Tarasowa        | Dywizja Charłamowa         | Dywizja Czernyszowa |
| ---------------------- | ----------------------- | -------------------------- | ------------------- |
| SKA Sankt Petersburg   | CSKA Moskwa             | Ak Bars Kazań              | Admirał Władywostok |
| HK Soczi               | Dinamo Moskwa           | Awtomobilist Jekaterynburg | Amur Chabarowsk     |
| Spartak Moskwa         | Kunlun Red Star         | Łada Togliatti             | Awangard Omsk       |
| Torpedo Niżny Nowogród | Dynama Mińsk            | Mietałłurg Magnitogorsk    | Barys Astana        |
| Witiaź Podolsk         | Łokomotiw Jarosław      | Nieftiechimik Niżniekamsk  | Saławat Jułajew Ufa |
|                        | Siewierstal Czerepowiec | Traktor Czelabińsk         | Sibir Nowosybirsk   |

## Sezon zasadniczy
Terminarz sezonu zasadniczego przewidziano od 1 września 2023 do 26 lutego 2024. Przyjęto, że każda drużyn rozegra 68 kolejek ligowych.
W dniach 8 do 18 grudnia 2023 została zaplanowana pauza, podczas które zaanonsowano zarówno mecze Pucharu Pierwszego Kanału, jak Mecz Gwiazd KHL.
Przed sezonem wprowadzono zmiany w regulaminie.

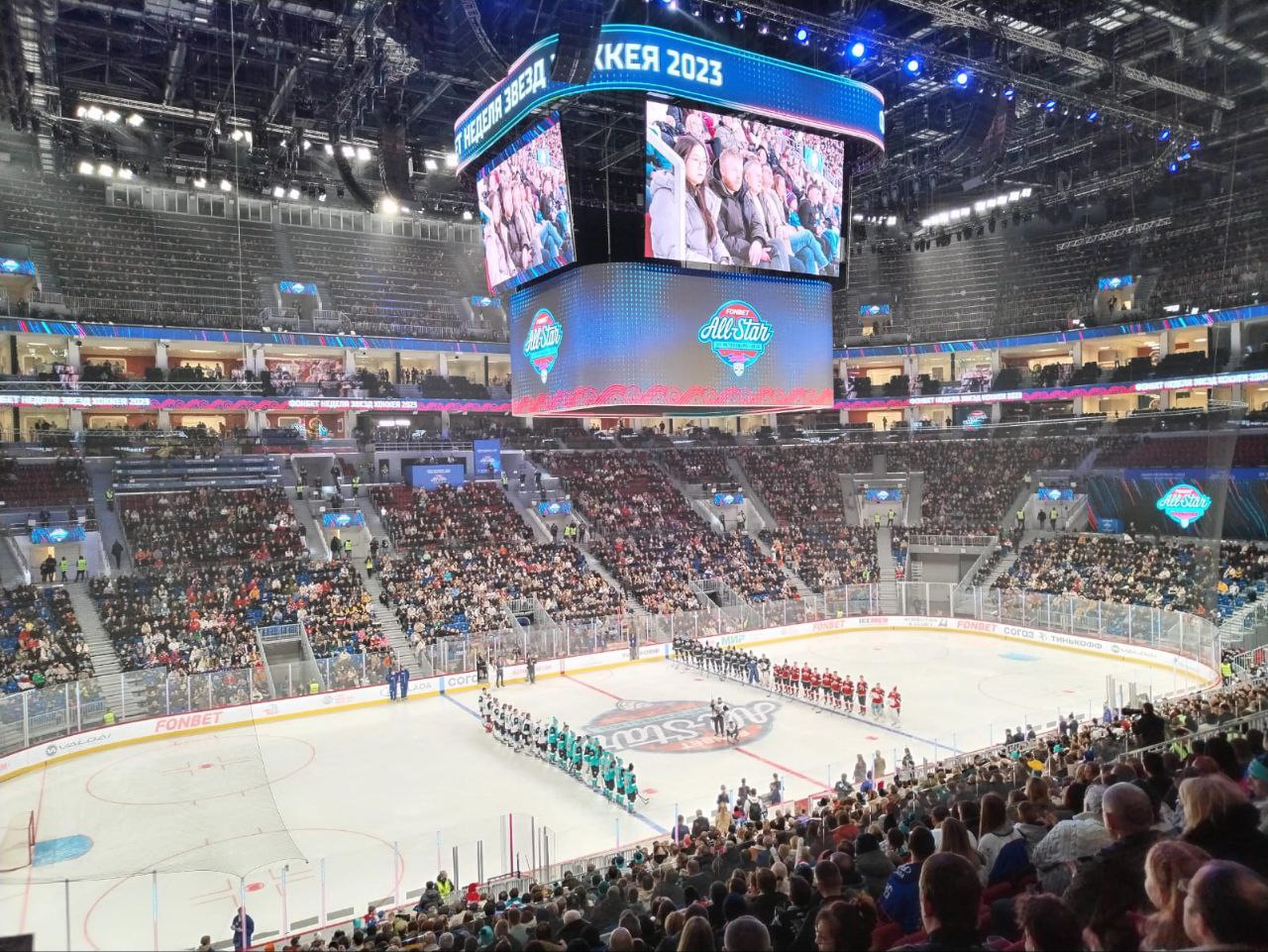
Mecz Gwiazd 9 grudnia 2023

### Puchar Otwarcia
W pierwszym meczu sezonu o Puchar Otwarcia 1 września 2023 zaplanowano spotkanie mistrza w poprzedniej edycji CSKA Moskwa z wicemistrzem tj. Ak Barsem Kazań w stolicy Rosji. Wygrali goście 2:5.

### Mecz Gwiazd
Weekend łączący Mecz Gwiazd KHL odbył się w Petersburgu w hali SKA Ariena. W półfinałach 9 grudnia „Dywizja Charłamowa” zwyciężyła „Dywizję Czernyszowa” 8:6, a „Dywizja Bobrowa” pokonała uległa „Dywizji Tarasowa” 6:8, natomiast dzień później w meczu o 3. miejsce „Dywizja Bobrowa” zwyciężyła z „Dywizją Czernyszowa” 7:4, a w finale „Dywizja Charłamowa” triumfowała nad „Dywizją Tarasowa” 8:7 po rutach karnych.

### Statystyki indywidualne
Statystyki zaktualizowane w czasie przedwczesnego zakończenia rundy zasadniczej.
Zawodnicy z pola łącznie
| Gole                         | Gole | Asysty                        | Asysty | Punkty                      | Punkty |
| ---------------------------- | ---- | ----------------------------- | ------ | --------------------------- | ------ |
| Reid Boucher (Awangard)      | 44   | Nikita Gusiew (Dinamo)        | 66     | Nikita Gusiew (Dinamo)      | 89     |
| Nikołaj Gołdobin (Spartak)   | 37   | Władimir Tkaczow (Awangard)   | 40     | Reid Boucher (Awangard)     | 78     |
| Kiriłł Pilipienko (Siewier.) | 32   | Jordan Weal (Dinamo)          | 47     | Nikołaj Gołdobin (Spartak)  | 78     |
| Maksim Cypłakow (Spartak)    | 31   | Damir Szaripzianow (Awangard) | 44     | Jordan Weal (Dinamo)        | 77     |
| Jordan Weal (Dinamo)         | 30   | Nikołaj Gołdobin (Spartak)    | 41     | Władimir Tkaczow (Awangard) | 75     |

Obrońcy
| Gole                       | Gole | Asysty                        | Asysty | Punkty                        | Punkty |
| -------------------------- | ---- | ----------------------------- | ------ | ----------------------------- | ------ |
| Aleksandr Nikiszyn (SKA)   | 17   | Damir Szaripzianow (Awangard) | 44     | Aleksandr Nikiszyn (SKA)      | 56     |
| Ruszan Rafikow (Łoko.)     | 12   | Aleksandr Nikiszyn (SKA)      | 39     | Damir Szaripzianow (Awangard) | 53     |
| Nikita Niestierow (CSKA)   | 11   | Brennan Menell (Dinamo)       | 37     | Brennan Menell (Dinamo)       | 45     |
| Libor Šulák (Adm./Awang.)  | 9    | Robin Press (Mietałłurg)      | 32     | Robin Press (Mietałłurg)      | 39     |
| Michal Čajkovský (Spartak) | 9    | Jeremy Roy (Witjaź)           | 27     | Nikita Niestierow (CSKA)      | 36     |

Bramkarze
| Skuteczność interwencji (w %)   | Skuteczność interwencji (w %) | Średnia goli straconych (na mecz) | Średnia goli straconych (na mecz) | Mecze bez straty gola         | Mecze bez straty gola |
| ------------------------------- | ----------------------------- | --------------------------------- | --------------------------------- | ----------------------------- | --------------------- |
| Timur Bilałow (Ak Bars)         | 93,8                          | Aleksandr Samonow (Saławat)       | 1,79                              | Timur Bilałow (Ak Bars)       | 7                     |
| Aleksandr Samonow (Saławat)     | 93,7                          | Timur Bilałow (Ak Bars)           | 1,82                              | Aleksandr Samonow (Saławat)   | 7                     |
| Nikita Sieriebriakow (SKA/Adm.) | 93,3                          | Daniił Isajew (Łoko.)             | 1,94                              | Zach Fucale (Traktor)         | 6                     |
| Pawieł Chomczenko (Awangard)    | 93,1                          | Ilja Konowałow (Dinamo)           | 2,05                              | Władisław Podjapolski (Łada)  | 6                     |
| Władisław Podjapolski (Łada)    | 93,0                          | Nikita Sieriebriakow (SKA/Adm.)   | 2,07                              | Aleksandr Samoiłow (Siewier.) | 5                     |

Pozostałe
| Klasyfikacja +/-           | Klasyfikacja +/- | Zwycięskie gole           | Zwycięskie gole | Minuty kar                  | Minuty kar |
| -------------------------- | ---------------- | ------------------------- | --------------- | --------------------------- | ---------- |
| Aleksandr Nikiszyn (SKA)   | +32              | Anton Burdasow (Traktor)  | 8               | Brandon Yip (Kunlun)        | 89         |
| Michaił Worobjow (SKA)     | +31              | Reid Boucher (Awangard)   | 8               | Zachar Bardakow (SKA)       | 78         |
| Wasili Głotow (SKA)        | +30              | Michaił Worobjow (SKA)    | 7               | Devin Brosseau (Kunlun)     | 75         |
| Artiom Ziemczonok (SKA)    | +30              | Daniła Jurow (Mietałłurg) | 7               | Eric O’Dell (Dinamo)        | 74         |
| Aleksandr Szarow (Saławat) | +29              | Nikita Gusiew (Dinamo)    | 7               | Władisław Firstow (Torpedo) | 68         |

- Pierwsze miejsce w klasyfikacji średniego czasu gry w meczu wśród obrońców:  Aleksandr Nikiszyn (SKA) – 24,15 min.
- Pierwsze miejsce w klasyfikacji średniego czasu gry w meczu wśród napastników:  Reid Boucher (Awangard) – 21,28 min.
- Pierwsze miejsce w klasyfikacji liczby zablokowanych strzałów:  Kodie Curran (Dynama) – 157
- Pierwsze miejsce w klasyfikacji wykonanych uderzeń ciałem:  Jegor Zajcew (Spartak) – 197

## Faza play-off
Rywalizację w fazie play-off przewidziano w okresie od 29 lutego do maksymalnie 29 kwietnia 2024. W założeniu pierwsza runda została zaplanowana według dotychczasowego formatu tj. w konferencjach. W dalszym toku wprowadzono zmiany tzn. przyjęto, że najlepsze drużyny z Zachodu i Wschodu będą się konfrotować z zespołami z przeciwnych konferencji.
Z powodu zamachu w Krasnogorsku zostały odwołane dwa mecze fazy play-off zaplanowane na dni 23 i 24 marca 2024.

### Schemat play-off
|  |            |                            |            |                            |   |            |                         |            |  |  |            |            |            |  |  |                         |                         |                         |
|  | 1/8 finału | 1/8 finału                 | 1/8 finału |                            |   | 1/4 finału | 1/4 finału              | 1/4 finału |  |  | 1/2 finału | 1/2 finału | 1/2 finału |  |  | Finał o Puchar Gagarina | Finał o Puchar Gagarina | Finał o Puchar Gagarina |
|  | 1/8 finału | 1/8 finału                 | 1/8 finału |                            |   | 1/4 finału | 1/4 finału              | 1/4 finału |  |  | 1/2 finału | 1/2 finału | 1/2 finału |  |  | Finał o Puchar Gagarina | Finał o Puchar Gagarina | Finał o Puchar Gagarina |
|  |            |                            |            |                            |   |            |                         |            |  |  |            |            |            |  |  |                         |                         |                         |
|  |            |                            |            |                            |   |            |                         |            |  |  |            |            |            |  |  |                         |                         |                         |
|  | Z1         | Dinamo Moskwa              | 4          |                            |   |            |                         |            |  |  |            |            |            |  |  |                         |                         |                         |
|  | Z1         | Dinamo Moskwa              | 4          |                            |   |            |                         |            |  |  |            |            |            |  |  |                         |                         |                         |
|  | Z8         | Dynama Mińsk               | 2          |                            |   |            |                         |            |  |  |            |            |            |  |  |                         |                         |                         |
|  | Z8         | Dynama Mińsk               | 2          |                            |   | Z1         | Dinamo Moskwa           | 0          |  |  |            |            |            |  |  |                         |                         |                         |
|  |            |                            |            |                            |   | Z1         | Dinamo Moskwa           | 0          |  |  |            |            |            |  |  |                         |                         |                         |
|  |            |                            | E6         | Traktor Czelabińsk         | 4 |            |                         |            |  |  |            |            |            |  |  |                         |                         |                         |
|  | W3         | Saławat Jułajew Ufa        | E6         | Traktor Czelabińsk         | 4 | 2          |                         |            |  |  |            |            |            |  |  |                         |                         |                         |
|  | W3         | Saławat Jułajew Ufa        |            |                            |   |            |                         |            |  |  |            |            |            |  |  |                         |                         |                         |
|  | W6         | Traktor Czelabińsk         | 4          |                            |   |            |                         |            |  |  |            |            |            |  |  |                         |                         |                         |
|  | W6         | Traktor Czelabińsk         | 4          |                            |   | Z3         | Łokomotiw Jarosław      | 4          |  |  |            |            |            |  |  |                         |                         |                         |
|  |            |                            |            |                            |   |            |                         |            |  |  |            |            |            |  |  |                         |                         |                         |
|  |            |                            | W6         | Traktor Czelabińsk         | 0 |            |                         |            |  |  |            |            |            |  |  |                         |                         |                         |
|  | W2         | Awangard Omsk              | W6         | Traktor Czelabińsk         | 0 | 4          |                         |            |  |  |            |            |            |  |  |                         |                         |                         |
|  | W2         | Awangard Omsk              |            |                            |   |            |                         |            |  |  |            |            |            |  |  |                         |                         |                         |
|  | W7         | Łada Togliatti             | 1          |                            |   |            |                         |            |  |  |            |            |            |  |  |                         |                         |                         |
|  | W7         | Łada Togliatti             | 1          |                            |   | W2         | Awangard Omsk           | 3          |  |  |            |            |            |  |  |                         |                         |                         |
|  |            |                            |            |                            |   | W2         | Awangard Omsk           | 3          |  |  |            |            |            |  |  |                         |                         |                         |
|  |            |                            | Z3         | Łokomotiw Jarosław         | 4 |            |                         |            |  |  |            |            |            |  |  |                         |                         |                         |
|  | Z3         | Łokomotiw Jarosław         | Z3         | Łokomotiw Jarosław         | 4 | 4          |                         |            |  |  |            |            |            |  |  |                         |                         |                         |
|  | Z3         | Łokomotiw Jarosław         |            |                            |   |            |                         |            |  |  |            |            |            |  |  |                         |                         |                         |
|  | Z6         | CSKA Moskwa                | 1          |                            |   |            |                         |            |  |  |            |            |            |  |  |                         |                         |                         |
|  | Z6         | CSKA Moskwa                | 1          |                            |   | W1         | Mietałłurg Magnitogorsk | 4          |  |  |            |            |            |  |  |                         |                         |                         |
|  |            |                            |            |                            |   |            |                         |            |  |  |            |            |            |  |  |                         |                         |                         |
|  |            |                            | Z3         | Łokomotiw Jarosław         | 0 |            |                         |            |  |  |            |            |            |  |  |                         |                         |                         |
|  | W1         | Mietałłurg Magnitogorsk    | Z3         | Łokomotiw Jarosław         | 0 | 4          |                         |            |  |  |            |            |            |  |  |                         |                         |                         |
|  | W1         | Mietałłurg Magnitogorsk    |            |                            |   |            |                         |            |  |  |            |            |            |  |  |                         |                         |                         |
|  | W8         | Amur Chabarowsk            | 2          |                            |   |            |                         |            |  |  |            |            |            |  |  |                         |                         |                         |
|  | W8         | Amur Chabarowsk            | 2          |                            |   | W1         | Mietałłurg Magnitogorsk | 4          |  |  |            |            |            |  |  |                         |                         |                         |
|  |            |                            |            |                            |   | W1         | Mietałłurg Magnitogorsk | 4          |  |  |            |            |            |  |  |                         |                         |                         |
|  |            |                            | Z4         | Spartak Moskwa             | 2 |            |                         |            |  |  |            |            |            |  |  |                         |                         |                         |
|  | Z4         | Spartak Moskwa             | Z4         | Spartak Moskwa             | 2 | 4          |                         |            |  |  |            |            |            |  |  |                         |                         |                         |
|  | Z4         | Spartak Moskwa             |            |                            |   |            |                         |            |  |  |            |            |            |  |  |                         |                         |                         |
|  | Z5         | Siewierstal Czerepowiec    | 1          |                            |   |            |                         |            |  |  |            |            |            |  |  |                         |                         |                         |
|  | Z5         | Siewierstal Czerepowiec    | 1          |                            |   | W1         | Mietałłurg Magnitogorsk | 4          |  |  |            |            |            |  |  |                         |                         |                         |
|  |            |                            |            |                            |   |            |                         |            |  |  |            |            |            |  |  |                         |                         |                         |
|  |            |                            | W5         | Awtomobilist Jekaterynburg | 3 |            |                         |            |  |  |            |            |            |  |  |                         |                         |                         |
|  | Z2         | SKA Sankt Petersburg       | W5         | Awtomobilist Jekaterynburg | 3 | 4          |                         |            |  |  |            |            |            |  |  |                         |                         |                         |
|  | Z2         | SKA Sankt Petersburg       |            |                            |   |            |                         |            |  |  |            |            |            |  |  |                         |                         |                         |
|  | Z7         | Torpedo Niżny Nowogród     | 1          |                            |   |            |                         |            |  |  |            |            |            |  |  |                         |                         |                         |
|  | Z7         | Torpedo Niżny Nowogród     | 1          |                            |   | Z2         | SKA Sankt Petersburg    | 1          |  |  |            |            |            |  |  |                         |                         |                         |
|  |            |                            |            |                            |   | Z2         | SKA Sankt Petersburg    | 1          |  |  |            |            |            |  |  |                         |                         |                         |
|  |            |                            | W5         | Awtomobilist Jekaterynburg | 4 |            |                         |            |  |  |            |            |            |  |  |                         |                         |                         |
|  | W4         | Ak Bars Kazań              | W5         | Awtomobilist Jekaterynburg | 4 | 1          |                         |            |  |  |            |            |            |  |  |                         |                         |                         |
|  | W4         | Ak Bars Kazań              |            |                            |   |            |                         |            |  |  |            |            |            |  |  |                         |                         |                         |
|  | W5         | Awtomobilist Jekaterynburg | 4          |                            |   |            |                         |            |  |  |            |            |            |  |  |                         |                         |                         |
|  | W5         | Awtomobilist Jekaterynburg | 4          |                            |   |            |                         |            |  |  |            |            |            |  |  |                         |                         |                         |
|  |            |                            |            |                            |   |            |                         |            |  |  |            |            |            |  |  |                         |                         |                         |

### Statystyki indywidualne
Statystyki zaktualizowane po zakończeniu fazy play-off.
Zawodnicy z pola łącznie
| Gole                        | Gole | Asysty                         | Asysty | Punkty                         | Punkty |
| --------------------------- | ---- | ------------------------------ | ------ | ------------------------------ | ------ |
| Dienis Ziernow (Mietałłurg) | 12   | Robin Press (Mietałłurg)       | 14     | Anatolij Gołyszew (Awto.)      | 18     |
| Reid Boucher (Awangard)     | 9    | Brennan Menell (Dinamo)        | 12     | Dmitrij Siłantjew (Mietałłurg) | 17     |
| Anatolij Gołyszew (Awto.)   | 9    | Dmitrij Siłantjew (Mietałłurg) | 12     | Robin Press (Mietałłurg)       | 16     |
| Stéphane Da Costa (Awto.)   | 6    | Władimir Tkaczow (Awangard)    | 11     | Maksim Bieriozkin (Łoko.)      | 14     |
| Daniła Jurow (Mietałłurg)   | 6    | Maksim Bieriozkin (Łoko.)      | 11     | Artur Kajumow (Łoko.)          | 14     |

Obrońcy
| Gole                          | Gole | Asysty                     | Asysty | Punkty                     | Punkty |
| ----------------------------- | ---- | -------------------------- | ------ | -------------------------- | ------ |
| Martin Gernát (Łoko.)         | 5    | Robin Press (Mietałłurg)   | 14     | Robin Press (Mietałłurg)   | 17     |
| Michal Čajkovský (Spartak)    | 3    | Brennan Menell (Dinamo)    | 12     | Brennan Menell (Dinamo)    | 12     |
| Siemion Czistiakow (Awangard) | 3    | Andriej Siergiejew (Łoko.) | 10     | Andriej Siergiejew (Łoko.) | 12     |
| Aleksandr Jelesin (Łoko.)     | 3    | Ruszan Rafikow (Łoko.)     | 8      | Martin Gernát (Łoko.)      | 10     |
| Robin Press (Mietałłurg)      | 3    | Martin Gernát (Łoko.)      | 5      | Ruszan Rafikow (Łoko.)     | 8      |

Bramkarze
| Skuteczność interwencji (w %) | Skuteczność interwencji (w %) | Średnia goli straconych (na mecz) | Średnia goli straconych (na mecz) | Mecze bez straty gola      | Mecze bez straty gola |
| ----------------------------- | ----------------------------- | --------------------------------- | --------------------------------- | -------------------------- | --------------------- |
| Iwan Kulbakow (Torpedo)       | 94,6                          | Daniił Isajew (Łoko.)             | 1,65                              | Ilja Nabokow (Mietałłurg)  | 4                     |
| Ilja Nabokow (Mietałłurg)     | 94,2                          | Pawieł Chomczenko (Awangard)      | 1,81                              | Daniił Isajew (Łoko.)      | 3                     |
| Jewgienij Alikin (Awto.)      | 93,9                          | Ilja Nabokow (Mietałłurg)         | 1,82                              | Timur Bilałow (Ak Bars)    | 1                     |
| Pawieł Chomczenko (Awangard)  | 93,5                          | Jewgienij Alikin (Awto.)          | 2,00                              | Iwan Fiedotow (CSKA)       | 1                     |
| Timur Bilałow (Ak Bars)       | 93,5                          | Iwan Kulbakow (Torpedo)           | 2,06                              | Nikita Sieriebriakow (SKA) | 1                     |

Pozostałe
| Klasyfikacja +/-               | Klasyfikacja +/- | Zwycięskie gole               | Zwycięskie gole | Minuty kar                    | Minuty kar |
| ------------------------------ | ---------------- | ----------------------------- | --------------- | ----------------------------- | ---------- |
| Anatolij Gołyszew (Awto.)      | +13              | Reid Boucher (Awangard)       | 3               | Charles Robinson (Traktor)    | 63         |
| Dmitrij Siłantjew (Mietałłurg) | +11              | Dienis Aleksiejew (Łoko.)     | 3               | Aleksandr Radułow (Ak Bars)   | 29         |
| Daniła Jurow (Mietałłurg)      | +9               | Lucas Johnson (Mietałłurg)    | 3               | Zachar Bardakow (SKA)         | 24         |
| Artur Kajumow (Łoko.)          | +9               | Roman Kancerow (Mietałłurg)   | 3               | Michaił Kotlarewski (Traktor) | 23         |
| Maksim Bieriozkin (Łoko.)      | +9               | Daniił Wowczenko (Mietałłurg) | 3               | Albiert Jarullin (Traktor)    | 21         |

- Pierwsze miejsce w klasyfikacji średniego czasu gry w meczu wśród obrońców:  Bogdan Koniuszkow (Torpedo) – 26,34 min.
- Pierwsze miejsce w klasyfikacji średniego czasu gry w meczu wśród napastników:  Reid Boucher (Awangard) – 22:37 min.
- Pierwsze miejsce w klasyfikacji liczby zablokowanych strzałów:  Kiriłł Worobjowow (Awtomobilist) – 69
- Pierwsze miejsce w klasyfikacji wykonanych uderzeń ciałem:  Gierogij Iwanow (Łokomotiw) – 51

### Skład triumfatorów
Skład zdobywcy Pucharu Gagarina – drużyny Mietałłurga Magnitogorsk – w sezonie 2023/2024:
| Sztab trenerski: - Andriej Razin – główny trener - Jurij Trubaczow – asystent trenera - Jewgienij Michałkiewicz – asystent trenera - Jarosław Chabarow – asystent trenera - Klemen Mohorič – trener bramkarzy |  | Bramkarze: - Ilja Nabokow - Nikita Podskriebanin - Aleksandr Smolin Obrońcy: - Makar Chabarow - Danił Gołołobow - Jegor Jakowlew - Władisław Jeriomienko - Aleksiej Maklukow - Artiom Minulin - Walerij Oriechow - Daniła Paliwko - Robin Press |  | Napastnicy: - Pawieł Akolzin - Igor Gieraśkin - Nikita Griebionkin - Luke Johnson - Daniła Jurow - Roman Kancerow - Maksim Karpow - Jegor Korobkin - Daniła Kwartalnow - Nikita Michajlis - Maksim Muchamietow - Archip Niekolenko - Aleksandr Pietunin - Dmitrij Siłantjew - Daniił Wowczenko - Dienis Ziernow |

## Nagrody, trofea i wyróżnienia
- Puchar Otwarcia: Ak Bars Kazań
- Puchar Kontynentu: Dinamo Moskwa[17][18][19]
- Nagroda Wsiewołoda Bobrowa (dla najskuteczniejszej drużyny w sezonie): Mietałłurg Magnitogorsk (270 gole w 84 meczach – 212 w 68 meczach sezonu regularnego plus 58 goli w 23 spotkaniach fazy play-off)
- Puchar Gagarina: Mietałłurg Magnitogorsk[20]
- Medaliści mistrzostw Rosji: złoty medal - Mietałług, srebrny medal - Łokomotiw, brązowy medal - Awtomobilist[21]

### Zawodnicy miesiąca i etapów
Od początku historii rozgrywek są przyznawane nagrody indywidualne w czterech kategoriach odnośnie do pozycji zawodników (bramkarz, obrońca, napastnik oraz pierwszoroczniak) za każdy miesiąc, wzgl. etap w fazie play-off.
| Miesiąc                 | Bramkarz                                      | Obrońca                                   | Napastnik                                      | Pierwszoroczniak                          |
| ----------------------- | --------------------------------------------- | ----------------------------------------- | ---------------------------------------------- | ----------------------------------------- |
| Wrzesień 2023           | Władisław Podjapolski (Łada Togliatti)        | David Sklenička (Barys Astana)            | Nikołaj Gołdobin (Spartak Moskwa)              | Anton Siłajew (Torpedo Niżny Nowogród)    |
| Październik 2023        | Filipp Dołganow (Nieftiechimik Niżniekamsk)   | Aleksandr Nikiszyn (SKA Sankt Petersburg) | Nikołaj Gołdobin (Spartak Moskwa)              | Timur Muchanow (Siewierstal Czerepowiec)  |
| Listopad 2023           | Aleksandr Samonow (Saławat Jułajew Ufa)       | Damir Szaripzianow (Awangard Omsk)        | Reid Boucher (Awangard Omsk)                   | Ilja Nabokow (Witjaź Podolsk)             |
| Grudzień 2023           | Daniił Isajew (Łokomotiw Jarosław)            | Albiert Jarullin (Traktor Czelabińsk)     | Aleksandr Szarow (Saławat Jułajew Ufa)         | Iwan Worobjow (Mietałłurg Magnitogorsk)   |
| Styczeń 2024            | Aleksandr Samojłow (Siewierstal Czerepowiec)  | Aleksandr Nikiszyn (SKA Sankt Petersburg) | Arsienij Griciuk (SKA Sankt Petersburg)        | Maksim Motorygin (Dinamo Moskwa)          |
| Luty 2024               | Timur Bilałow (Ak Bars Kazań)                 | Daniił Pylenkow (Dinamo Moskwa)           | Jordan Weal (Dinamo Moskwa)                    | Dmitrij Buczelnikow (Admirał Władywostok) |
| 1/8 finału              | Jewgienij Alikin (Awtomobilist Jekaterynburg) | Robin Press (Mietałłurg Magnitogorsk)     | Reid Boucher (Awangard Omsk)                   | Ilja Nabokow (Mietałłurg Magnitogorsk)    |
| 1/4 finału              | Ilja Nabokow (Mietałłurg Magnitogorsk)        | Andriej Siergiejew (Łokomotiw Jarosław)   | Maksim Bieriozkin (Awangard Omsk)              | Roman Kancerow (Mietałłurg Magnitogorsk)  |
| 1/2 finału              | Daniił Isajew (Łokomotiw Jarosław)            | Martin Gernát (Łokomotiw Jarosław)        | Anatolij Gołyszew (Awtomobilist Jekaterynburg) | Roman Kancerow (Mietałłurg Magnitogorsk)  |
| Finał o Puchar Gagarina | Ilja Nabokow (Mietałłurg Magnitogorsk)        | Robin Press (Mietałłurg Magnitogorsk)     | Aleksandr Pietunin (Mietałłurg Magnitogorsk)   | Ilja Nabokow (Mietałłurg Magnitogorsk)    |

### Nagrody indywidualne
Ceremonia Zamknięcia sezonu odbyła się 13 maja 2024 w Barwicha Luxury Village, a podczas uroczystości zostały wręczone nagrody:
- Nagroda dla najskuteczniejszego strzelca sezonu: Reid Boucher (Awangard Omsk) – 44 gole w sezonie zasadniczym.
- Nagroda dla najlepiej punktującego zawodnika (punktacja kanadyjska): Nikita Gusiew (Dinamo Moskwa) – w sezonie regularnym uzyskał 89 punkty za 23 gole i 66 asyst.
- Nagroda dla najlepiej punktującego obrońcy (punktacja kanadyjska): Aleksandr Nikiszyn (SKA Sankt Petersburg) – w sezonie regularnym uzyskał 56 punktów.
- Nagroda dla zawodnika legitymującego się najlepszym współczynnikiem w klasyfikacji „+,-” w sezonie regularnym: Aleksandr Nikiszyn (SKA Sankt Petersburg) – uzyskał wynik +32 w 67 meczach.
- Najlepsza Trójka (dla najskuteczniejszego tercetu napastników w sezonie regularnym): Władimir Tkaczow, Ryan Spooner, Reid Boucher (Awangard Omsk) – wspólnie zgromadzili 66 goli.
- Złoty Kij – Najbardziej Wartościowy Gracz (MVP) sezonu regularnego: Nikita Gusiew (Dinamo Moskwa).
- Mistrz Play-off – Najbardziej Wartościowy Gracz (MVP) fazy play-off: Ilja Nabokow (Mietałłurg Magnitogorsk).
- Najlepszy Bramkarz Sezonu: Daniił Isajew (Łokomotiw Jarosław).
- Nagroda dla najlepszego pierwszoroczniaka sezonu KHL im. Aleksieja Czeriepanowa: Ilja Nabokow (Mietałłurg Magnitogorsk).
- Złoty Kask (przyznawany sześciu zawodnikom wybranym do składu gwiazd sezonu):
  - Ilja Nabokow (Mietałłurg Magnitogorsk) – bramkarz,
  - Aleksandr Nikiszyn (SKA Sankt Petersburg) – obrońca,
  - Robin Press (Mietałłurg Magnitogorsk) – obrońca,
  - Nikita Gusiew (Dinamo Moskwa) – napastnik,
  - Nikołaj Goldobin (Spartak Moskwa) – napastnik,
  - Władimir Tkaczow (Awangard Omsk) – napastnik.
- Nagroda Żelazny Człowiek: Jegor Jakowlew (Mietałłurg Magnitogorsk) – 234 spotkania rozegrane w trzech ostatnich sezonach.
- Nagroda za Wierność Hokejowi: Jewgienij Biriukow (Saławat Jułajew Ufa).
- Bohater Dogrywki (oryg. Fonbet Overtime Hero) dla wybranego w głosowaniu kibiców zawodnika, który najefektowniej zakończył mecz golem w doliczonym czasie gry: Wasilij Atanasow (Torpedo Niżny Nowogród).
- Nagroda dla Najlepszego Trenera Sezonu: Andiej Razin (Mietałłurg Magnitogorsk).
- Nagroda Walentina Sycza (przyznawana prezesowi, który w sezonie kierował najlepiej klubem): Aleksiej Tieksler (prezydent klubu Traktor Czelabińsk).
- Nagroda Andrieja Starowojtowa (Złoty Gwizdek) dla najlepszego sędziego głównego sezonu: Konstantin Olenin.
- Nagroda Michaiła Galinowskiego (Złoty Gwizdek) dla najlepszego sędziego liniowego sezonu: Dmitrij Siwow.
- Nagroda dla Najbardziej Wartościowej Zawodniczki (MVP) Żeńskiej Hokejowej Ligi: Darja Griedzien (Biriusa Krasnojarsk).